# Rigny (Indre i Loira)
|  | Aquest article tracta sobre la comuna extingida al departament d'Indre i Loira. Si cerqueu l'actual comuna al departament d'Indre i Loira, vegeu «Rigny-Ussé». |

Rigny fou una comuna al departament d'Indre i Loira. Rigny es va fusionar el 1860 amb Ussé per formar la comuna de Rigny-Ussé. Formava part del cantó d'Azay-le-Rideau a l'arrondissement de Chinon, a l'antiga regió de Turena. En destaquen la seva font intermitent, les grutes amb estalactites i estalagmites i l'església del s. XII. El castell d'Ussé formava part de la comuna.